# Åsenhöga distrikt
Åsenhöga distrikt är ett distrikt i Gnosjö kommun och Jönköpings län. Distriktet ligger omkring Åsenhöga i västra Småland.

## Tidigare administrativ tillhörighet
Distriktet inrättades 2016 och utgörs av socknen Åsenhöga i Gnosjö kommun.
Området motsvarar den omfattning Åsenhöga församling hade vid årsskiftet 1999/2000.

## Tätorter och småorter
I Åsenhöga distrikt finns en tätort och en småort.

### Tätorter
- Åsenhöga

### Småorter
- Marieholm (del av)